# Nicodemus Frischlin
Philipp Nicodemus Frischlin (Erzingen, 22 settembre 1547 – Urach, 29 novembre 1590) è stato un umanista, filologo, drammaturgo e poeta tedesco.

## Biografia
Figlio di un pastore, frequentò la scuola conventuale evangelica e proseguì gli studi di teologia, filologia e poesia come borsista nello Stift di Tubinga dal 1563, divenendovi professore incaricato di poesia nel 1568 con lo scarso stipendio annuo di un centinaio di fiorini. Quell'anno stesso sposò Margarethe Brenz, dalla quale avrà ben sedici figli (e di cui solo sei gli sopravviveranno). 
Nel 1576 fu incoronato poeta a Ratisbona dall'imperatore Rodolfo II. I contrasti con i colleghi dell'Università, in particolare con il filologo Martin Crusius, all'invidia dei quali replicava con feroci versi satirici, lo costrinsero alla fine a lasciare Tubinga nel 1582 per Lubiana, dove fu rettore di scuola per due anni, ritornando nel 1585 a Tubinga; qui tuttavia ebbe accoglienze anche peggiori di prima – fu anche aggredito – così che nel luglio 1586 dovette lasciare definitivamente Tubinga con la famiglia.
Alla fine dell'anno era a Praga, probabilmente contando invano sul favore di Rodolfo II, ma l'anno dopo era già a Wittenberg, nella cui Università s'immatricolò nel luglio 1587 e vi conobbe, tra gli altri, anche Giordano Bruno. Nel marzo del 1588 ottiene la direzione del liceo di Braunschweig ma contrasti teologici - accusò il consiglio cittadino di diffondere le concezioni Calvino – lo costringono, per evitare l'arresto, a lasciare la città; analoga sorte gli occorse a Kassel e a Marburgo. Viene arrestato a Magonza e incarcerato a Stoccarda, da dove scrisse una lettera all'imperatore che fu tuttavia intercettata dalla polizia e il poeta fu trasferito nel castello di Hohenurach, da dove cercò di evadere calandosi per mezzo di una corda da una finestra nella notte del 29 novembre 1590, ma la corda si spezzò e Frischlin si sfracellò al suolo.

## Opere
- Hymnen und Epigramme des Kallimachos, 1571
- De studiis linguarum et liberalium artium, 1575
- Rebecca, 1576
- Oratio de vita rustica, 1578
- Priscianus vapulans, 1578
- Hildegardis Magna, 1579
- Frau Wendelgard, 1579
- Dido, 1581
- Venus, 1584
- Julius Caesar redivivus, 1585
- Helvetiogermani, 1589
- Dialogus logicus contra Ramum, 1590
- Nomenclator trilinguis, Graecolatinogermanicus: continens omnium rerum, quae in probatis omnium doctrinarum auctoribus inueniuntur, appellationes ... Opus nova quadam methodo, secundum categorias Aristotelis ... concinnatum. - Et tertio iam ... recognitum.  Francofurti ad Moenum: Spies, 1591
- 62 Facetiae, 1600
- Operum Poeticorum
- Helvetio-Germani
- Phasma
- Hebraeis, continens duodecim libros
- Operum Poeticorum pars epica
- Operum poeticorum pars elegiaca, continens viginti duos elegiacorum carminum libros
- Horologiographia